# Wildt József
Wildt József (Kolozsvár, 1895. október 5. – Brassó, 1962. november 2.) erdélyi magyar matematikus, tanár.

## Életútja
Az elemi iskolát Déván végezte, ahol apja táblabíró volt, középiskolai és egyetemi tanulmányait pedig Kolozsváron folytatta. 1919-ben doktorált a Ferenc József Tudományegyetem matematika szakán, disszertációjának címe A Csebisev-féle közelítés komplex változójú függvények esetében. Kolozsváron matematika szaktanárként tevékenykedett, majd Brassóba költözött, és 1939-ben az Egyházi Főhatóság a brassói Római Katholikus Főgimnázium igazgatójának nevezte ki. Tisztségét az 1948-as államosításig töltötte be, de azután is Brassóban maradt tanárként, annak ellenére hogy többször hívták Kolozsvárra egyetemi oktatónak. 67 éves korában, egy sikertelen műtétet követően hunyt el, sírja a bolgárszegi katolikus temetőben van.
Csendes, türelmes, nagy műveltségű, meditálásra hajlamos természetű tudós volt. A diákélet számos mozzanatát pártfogolta, támogatta a cserkészmozgalmat, diáklapok szerkesztői munkájában vett részt.

## Emlékezete
1990-ben Bencze Mihály megalapította a Wildt József Tudományos Társaságot, mely középiskolások és egyetemisták szakmai támogatásával foglalkozik, konferenciákat és versenyeket szervez. A Wildt József matematikai emlékversenyt 1991-től rendezik meg.